# 福里斯特·汤斯
福里斯特·汤斯（英語：Forrest Towns，1914年2月6日—1991年4月9日），美国男子田径运动员，主攻跨栏。他曾代表美国参加1936年夏季奥林匹克运动会田径比赛，获得男子110米栏金牌。